# Антропов, Василий Яковлевич
Василий Яковлевич Антропов (1910—1943) — гвардии майор Рабоче-крестьянской Красной Армии, участник Великой Отечественной войны, Герой Советского Союза (1943).

## Биография
Василий Антропов родился в январе 1910 года в селе Кульмеж Ямщинской волости, Инсарского уезда Пензенской губернии (ныне — Инсарский район Мордовии) в крестьянской семье. Брат Петра Яковлевича Антропова, будущего Героя Социалистического Труда. В 1934 году окончил морской техникум в Баку, после чего работал на Каспийском море, был штурманом, впоследствии — капитаном судна.
В 1941 году Антропов был призван на службу в Рабоче-крестьянскую Красную Армию Кировским районным военным комиссариатом города Астрахань. Окончил курсы переподготовки комсостава. С 1942 года — на фронтах Великой Отечественной войны. Гвардии майор Василий Антропов был командиром батальона 311-го гвардейского стрелкового полка 108-й гвардейской стрелковой дивизии 44-й армии Южного фронта. Отличился осенью 1943 года.

Бюст на аллее Героев в Инсаре

26 сентября 1943 года батальон Антропова под артиллерийским обстрелом позиций противника скрытно подошёл к селу Ворошиловка (ныне — Покровское Токмакского района Запорожской области Украины), преодолел противотанковый ров, прорвал немецкую оборону и освободил село. Противник не успел уничтожить склады с боеприпасами и материальной частью и отступил. Батальон уничтожил в уличных боях более 200 немецких солдат и офицеров, захватил 2 склада с боеприпасами, миномётную батарею и 4 пригодных для использования орудия. В бою майор Антропов лично уничтожил 52 солдата противника. В бою он был смертельно ранен в голову. 3 октября 1943 года он поступил во фронтовой госпиталь № 1091, где скончался 7 октября. Похоронен на городском кладбище города Макеевка Донецкой области Украины.
Указом Президиума Верховного Совета СССР от 1 ноября 1943 года гвардии майор Василий Антропов посмертно был удостоен высокого звания Героя Советского Союза.
Был также награждён орденом Ленина (посмертно), орденом Суворова 3-й степени, орденом Красной Звезды.

## Увековечение памяти
- В честь Василия Антропова названы улицы в городах Инсар и Макеевка, детские библиотеки.
- В Инсарской средней школе № 1 установлен бюст Антропова, на здании школы установлена мемориальная доска.
- Бюсты Антропова установлены на аллее Героев в городе Инсар и деревне Кульмеж Русско-Паевского сельского поселения Инсарского района[2].